# Riserva naturale della Zeja
La riserva naturale della Zeja (in russo Зейский заповедник) è una zapovednik (riserva naturale integrale) russa situata in prossimità dei rami sorgentiferi del fiume Zeja, all'estremità orientale dei monti Tukuringra, dove questa catena montuosa si collega ai monti Džagdy, nell'oblast' dell'Amur dell'Estremo Oriente russo. Venne creato in parte anche per fungere da «area di studio» per valutare l'impatto ecologico della diga di Zeja e del bacino artificiale formatosi in seguito alla sua costruzione negli anni '60 e '70. La riserva, ricoperta prevalentemente da taiga, per lo più di larici e querce della Mongolia, si trova 13 km a nord della città di Zeja, nel rajon omonimo dell'oblast' dell'Amur.

## Geografia
La riserva della Zeja si trova circa 150 km a nord del confine con la Cina, sulla riva nord-occidentale del fiume Zeja, un affluente di sinistra dell'Amur, che in questo punto scorre verso est. La riserva è di forma triangolare e si snoda in direzione nord-ovest sui monti Tukuringra per circa 60 km di lunghezza e circa 20 di larghezza. I Tukuringra fanno parte di un più vasto sistema di creste montuose («Jankan-Tukuringra-Soktachan-Džagdy»). Il 40% della riserva si trova al di sotto dei 700 m, il 35% tra i 700 e i 1000 m, il 18% tra i 1000 e i 1300 m e il 7% al di sopra dei 1300 m. Ci sono oltre 200 torrenti e piccoli fiumi distribuiti uniformemente sul territorio. Hanno tutti carattere di corsi d'acqua di montagna, con valli stretti e ripide, forte pendenza e rapide. In inverno il loro fondo si gela. La riserva poggia su un basamento costituito soprattutto da gneiss e i suoli sono il prodotto dell'alterazione dello gneiss ad opera degli eventi atmosferici.

## Ecoregione e clima
La riserva si trova nell'ecoregione delle foreste di conifere dei monti Da Hinggan-Džagdy, un'area di pianure interne circondata da basse colline e dalla catena montuosa del Grande Khingan. Questa regione ammantata di foreste è un'area suddivisa tra la Cina (Manciuria) e la Russia (bacino dell'Amur): nella parte russa prevale la comunità floristica della taiga meridionale, mentre nelle foreste cinesi prevalgono i larici della Mongolia, con alberi sparsi di pini e abeti.
Il clima è subartico con inverni secchi (Dwc secondo la classificazione dei climi di Köppen). È un clima caratterizzato da inverni lunghi e molto freddi ed estati calde, ma con scarse nevicate invernali. Le temperature medie vanno dai -28,8 °C di gennaio ai 19,7 di luglio. Le precipitazioni medie annue sono sull'ordine dei 515 mm. I venti predominanti soffiano da nord/nord-est in autunno e inverno e da sud/sud-ovest in primavera ed estate.

## Flora e fauna
Oltre il 90% della riserva è ricoperto da foreste, con specie di alberi caratteristiche della zona di transizione tra taiga meridionale e settentrionale. Le fasce altitudinali determinano le specie prevalenti alle diverse altitudini. Tra i 350 e i 500 metri predominano le querce e le betulle nere. Tra i 500 e i 1000 metri predominano i larici, assieme a gruppetti di betulle, abeti rossi e pioppi tremuli; in questa fascia il sottobosco è rivestito per lo più da mirtilli rossi, Rhododendron tomentosum, R. dauricum e muschi. Tra i 1000 e i 1300 metri si trova una fascia di taiga vera e propria, costituita per lo più da abeti rossi e abeti. Al di sopra della taiga, le cime dei monti sono rivestite da alberi di cedro, ai quali si accompagnano il ginepro comune e i rododendri.
Nella riserva è stata riscontrata la presenza di 52 specie di mammiferi: tra le più rappresentative, ricordiamo l'isubra (una sottospecie di wapiti originaria dell'Estremo Oriente), il capriolo siberiano, l'alce, l'orso bruno e lo zibellino. Le specie di uccelli registrate sono 241. Tra gli anfibi della riserva, la più comune è la rana siberiana. La salamandra siberiana vive nelle zone umide e nelle torbiere. Tra i rettili, nelle zone soleggiate è presente la lucertola vivipara e nella zona sud-orientale della riserva la vipera halys si trova ovunque. Tra gli insetti sono stati ben studiati i Lepidotteri, di cui sono state rinvenute circa 1400 specie; le specie più interessanti sono la Zaranga tukuringra, segnalata in Russia solo nel territorio della riserva della Zeja, e la più rara Arctia menetriesii.

## Ecoturismo
Trattandosi di una riserva naturale integrale, la riserva della Nora è per lo più chiusa al pubblico, anche se scienziati e persone spinte da scopi di «educazione ambientale» possono prendere accordi con la direzione del parco per effettuare una visita. Nella riserva, tuttavia, vi sono tre percorsi «ecoturistici» aperti al pubblico, ma per poter essere percorsi è necessario ricevere in anticipo gli appositi permessi. I tre percorsi sono:
- il Twentieth EcoTrail, un sentiero didattico di 3 km, adatto a scolaresche e anziani. Vi vengono illustrati le piante e gli animali presenti nel territorio e il lavoro scientifico che vi viene effettuato;
- il Tourist Route Kamenshua-Loaches, un percorso di 16 km (2 giorni) chiuso durante l'inverno e la stagione degli amori degli orsi. Per percorrerlo sono necessarie alcune vaccinazioni contro le malattie trasmesse dalle zecche. Il sentiero si snoda lungo il crinale delle montagne, con numerosi punti panoramici;
- il Tourist Route Erikingra-Loaches, un percorso di 20 km (3 giorni) con escursioni e arrampicate attraverso una maggiore varietà di terreni. Adatto a visitatori più attivi con interessi scientifici.

La direzione del parco si trova nella città di Zeja.